# Free as a Bird
|  | Denne artikel omhandler Supertramp-albummet, for Beatles-sangen se Free as a Bird (sang) |
Free as a Bird er det tiende album af det progressive rockband Supertramp, udgivet i 1987. Oprindeligt havde vinylalbummet tre farvevarianter – blå, grøn og gul.
Albummet var det første Supertramp album hvorpå guitaristen Mark Hart medvirkede.
På trods af at I'm Beggin' You blev et dansehit og sangen Free as a Bird blev et mindre hit, klarede Free as a Bird albummet sig ikke særlig godt overordnet set – blev #101 på hitlisten og blev dermed det første Supertramp album siden Indelibly Stamped fra 1971 som ikke kun ind på Billboard Top 100.
Bandet blev opløst efter den tilhørende turné og blev ikke samlet igen før 1997 – uden Dougie Thomson.
Der blev udgivet en remastered CD version af albummet 30. juli 2002.

## Spor
Hvor intet andet er nævnt, er samtlige sange skrevet af Rick Davies
1. "It's Alright" – 5:01
2. "Not the Moment" – 4:37
3. "It Doesn't Matter" – 4:53
4. "Where I Stand" (Davies, Hart) – 3:41
5. "Free as a Bird" – 4:25
6. "I'm Beggin' You" – 5:30
7. "You Never Can Tell With Friends" – 4:18
8. "Thing for You" – 4:00
9. "An Awful Thing to Waste" – 7:49

## Musikere
- Rick Davies – keyboard, pauker, sang
- Mark Hart – guitar, keyboard, sang, baggrundssang
- John Helliwell – saxofon, messingblæsere
- Bob Siebenberg – trommer
- Dougie Thomson – bas

Andre
- Linda Foot – baggrundssang
- Nick Lane – messingblæsere
- Lise Miller – baggrundssang
- Scott Page – messingblæsere
- Lon Price – messingblæsere
- Steve Reid – slagtøj
- Evan Rogers – baggrundssang
- Lee Thornburg – trompet, messingblæsere
- Marty Walsh – guitar, baggrundssang
- Karyn White – baggrundssang
- David Woodford – messingblæsere

## Hitlisteplaceringer
Album – Billboard (USA)
| År   | Hitliste          | Placering |
| ---- | ----------------- | --------- |
| 1987 | The Billboard 200 | 101       |

Singler – Billboard (USA)
| År   | Single          | Hitliste                           | Placering |
| ---- | --------------- | ---------------------------------- | --------- |
| 1987 | I'm Beggin' You | Hot Dance Music/Club Play          | 1         |
| 1987 | I'm Beggin' You | Hot Dance Music/Club Play          | 3         |
| 1988 | I'm Beggin' You | Hot Dance Music/Maxi-Singles Sales | 48        |
| 1988 | I'm Beggin' You | Adult Contemporary                 | 42        |